# Pseudanophthalmus pusio
Pseudanophthalmus pusio är en skalbaggsart som beskrevs av Horn. Pseudanophthalmus pusio ingår i släktet Pseudanophthalmus och familjen jordlöpare. Inga underarter finns listade i Catalogue of Life.